# Francis Burton Harrison
Francis Burton Harrison, né le 18 décembre 1873 à New York et mort le 21 novembre 1957 à Flemington, est un homme politique américain connu pour avoir été, de 1913 à 1921, gouverneur général des Philippines.

## Biographie
Francis Burton Harrison naît en 1873 à New York dans une famille riche et reconnue. Son père est un prestigieux avocat new-yorkais et le secrétaire de Jefferson Davis, et sa mère, originaire de Virginie, est romancière. Il est diplômé la Cutler School, puis de l'université Yale en 1895 et obtient son diplôme de droit de la New York Law School en 1897. Il enseigne le droit dans le même établissement de 1897 à 1899, est admis au barreau de New York en 1898, et sert pendant la guerre hispano-américaine du 19 mai au 20 juin 1898 au sein de la New York Volunteer Cavalry, où il devient capitaine puis adjudant général, puis au sein des United States Volunteers du 20 juin 1898 au 31 janvier 1899. 
Membre du parti démocrate, il fait partie de la chambre des représentants du 4 mars 1903 au 3 mars 1905 et du 4 mars 1907 à sa démission le 1er septembre 1913. Il est candidat malheureux au poste de lieutenant-gouverneur de l'État de New York. En 1913, il propose le Harrison Narcotic Act, qui pose les fondations du Pure Food and Drug Act. Il est un fervent opposant à l’impérialisme américain et à la diplomatie du dollar.
Il est nommé gouverneur général des Philippines par Woodrow Wilson, pour améliorer la gouvernance dans le protectorat. À Manille, il annonce l’intention du parti démocrate d’accorder l’indépendance aux Philippines. Il met en place de nombreuses réformes, qui permettent notamment aux philippins d’accéder à des postes administratifs et de poser les bases d’une future autogouvernance. Il réside en Écosse de 1921 à 1934. Il revient pour dix mois dans le commonwealth des Philippines en tant que conseiller présidentiel de Manuel L. Quezon en novembre 1935, puis sert le gouvernement philippin en exil à Washington pendant l’invasion japonaise. Après la guerre, il devient conseiller spécial des trois premiers présidents de la république des Philippines. À la fin de sa vie, entre 1950 et 1956, se retire avec sa sixième épouse en Espagne, puis s'installe à Califon et meurt à Flemington. À sa mort, en 1957, il reçoit des funérailles d’État à Manille où il est enterré.